# 1968 a légi közlekedésben
Ez a lista az 1968-as év légi közlekedéssel kapcsolatos eseményeit tartalmazza.

## Események

### Január
- január 21. – Az amerikai légierő B–52-ese a grönlandi Thule-öböl befagyott vizére zuhan fedélzetén négy atombombával.[1]

### Március
- március 21. – Jerome F. O'Malley őrnagy (később tábornok) és Edward D. Payne őrnagy végrehajtja az SR–71 Blackbird első bevetését

- március 24. – Az Aer Lingus 712-es járata, egy Vickers Viscount 803 típusú repülőgépe lezuhan a Szent György-csatorna felett. (A fedélzeten lévő 57 utas és 4 fő személyzet életét veszíti.)[2]

## Első repülések
- április 18. - a Gromov Repülő Kutató Intézetben két MiG–21I kísérleti altípussal megkezdődik a Tu–144-nél később rendszeresített kombinált csűrő és magassági kormányok tesztrepülése
- november 4. – L–39 Albatros
- december 31. - A Tupoljev OKB zsukovszkiji gyárából, két hónappal a konkurens Concorde-ot megelőzve felszáll az első Tu–144